# 吳乃琛
吴乃琛（1878年12月2日—1953年，生於光緒四年十一月初九日），字鹿籌，號賮忱（或書作贐忱），浙江省嘉興府石門縣（即崇德縣，並入桐鄉縣）人。清朝及中华民国财政官员、经济学家。

## 生平
縣學優行廩膳生，民籍，前肄業求是書院、南洋公學。
光緒二十九年（1903年），吴乃琛中癸卯恩科第81名举人。从上海南洋公学毕业后，留学美国，先后入加利福尼亚大学和威斯康辛大学经济系，先后获经济学硕士、博士学位。归国后，获授法政科进士，历任翰林院编修、币制局会办、邮传部法律编辑员、京师大学堂商科学长。1912年任北京大学监督。不久，任中国银行副总裁、北京政府财政部泉币司司长。1913年改署财政部参事。1914年调任财政部赋税司司长。1920年任财政部名誉顾问。

## 家族
十八世從堂伯叔祖吳爾纁，崇禎十六年癸未科進士，翰林院庶吉士，贈修撰，諡文愍，崇祀鄉賢，詞著有《（氵茲）蘭堂初集》、《聶許堂遺草》、行世行載府縣志，《明史》附「史可法傳」。
十七世嫡堂伯叔祖吳之屏，天啟二年壬戌科進士，福建巡撫、都察院右僉都御史。
高高祖妣張氏，是乾隆元年丙辰科進士江南壽州知州張大宗女。
再從從堂伯叔祖吳于宣，乾隆五十二年丁未科進士，刑部郎中，辛酉福建主考，直隸永平、江南揚州等府知府，護理常通海兵備道。行載府縣志。
其先後娶有五房妻子：大妻倪逸椒、二妻周秉清、三妻曹靜怡、四妻茅詩清、五妻徐韞如。大妻(1928年去世)生有三個子女：吳塿梅、吳卓(又名吳是春)，吳竹修(1944年去世)。吳竹修去世後，留有子女劉浩郢、劉次昕、劉以伸三人。二妻(1936年去世)未生子女。三妻收養吳意靜為女；後生女吳潔，並於1936年與吳乃琛脫離夫妻關係。四妻(1978年去世)生子女吳引林、吳是寅。五妻（2013年去世）生子女吳是龍、吳戌明。

## 著作
- 《货币学》
- 《银行统计学》[2]

## 延伸阅读
[在维基数据编辑]
 《游美同學錄·吳乃琛》，出自《游美同學錄》